# دایسوکه تاکاگی
دایسوکه تاکاگی (انگلیسی: Daisuke Takagi؛ زادهٔ ۱۴ اکتبر ۱۹۹۵) بازیکن فوتبال اهل ژاپن است.
از باشگاه‌هایی که در آن بازی کرده‌است می‌توان به باشگاه فوتبال توکیو وردی اشاره کرد.
وی همچنین در تیم ملی فوتبال زیر ۱۷ سال ژاپن بازی کرده‌است.